# Frank Adonis
Frank Adonis, nato Frank Testaverde Scioscia (New York, 27 ottobre 1935 – Las Vegas, 26 dicembre 2018), è stato un attore e regista statunitense.

## Biografia
Di origini italiane, Frank Testaverde Scioscia nacque nel distretto di Brooklyn a New York. Iniziò la sua carriera nel 1971 e ha interpretato spesso ruoli di gangster.

## Filmografia

### Attore
- Il braccio violento della legge (The French Connection) di William Friedkin (1971) (non accreditato)
- Crazy Joe, regia di Steven Knight (1974) (non accreditato)
- Lucky Luciano, regia di Francesco Rosi (1974) (non accreditato)
- Occhi di Laura Mars (Eyes of Laura Mars), regia di Irvin Kershner (1978)
- Toro scatenato (Raging Bull) , regia di Martin Scorsese (1980)
- Wall Street, regia di Oliver Stone (1987)
- King of New York, regia di Abel Ferrara (1990)
- Quei bravi ragazzi (Goodfellas), regia di Martin Scorsese (1990)
- Il cattivo tenente (Bad Lieutenant), regia of Abel Ferrara (1992)
- Una vita al massimo (True Romance), regia di Tony Scott (1993)
- Ace Ventura - L'acchiappanimali (Ace Ventura: Pet Detective), regia di Tom Shadyac (1994)
- Casinò, regia di Martin Scorsese (1995)
- Il giurato (The Juror), regia di Brian Gibson (1996)
- Ghost Dog - Il codice del samurai (Ghost Dog), regia di Jim Jarmusch (1999)
- Black & White (Black and White), regia di James Toback (1999)

### Regista
- One Deadly Road (1998)

## Doppiatori italiani
Nelle versioni in italiano delle opere in cui ha recitato, Frank Adonis è stato doppiato da:
- Franco Chillemi ne Il giurato
- Pasquale Anselmo in Ace Ventura - L'acchiappanimali
- Alessandro Rossi in Quei bravi ragazzi
- Giampiero Albertini in Occhi di Laura Mars
- Dario Oppido in Law & Order: Criminal Intent
- Stefano Mondini in Occhi di Laura Mars (ridoppiaggio)